# Clytie gracilis
Clytie gracilis là một loài bướm đêm trong họ Erebidae.